# تره‌دوتزیو
تره‌دوتزیو (به ایتالیایی: Tredozio) یک کومونه در ایتالیا است که در استان فورلی-چزنا واقع شده‌است. تره‌دوتزیو ۶۲٫۴ کیلومتر مربع مساحت و ۱٬۲۹۶ نفر جمعیت دارد.